# Anders Lindholm
Anders Lindholm född 9 maj 1811 i Lindesbergs församling, Örebro län, död 8 december 1867 i Falu Kristine församling, Kopparbergs län, var en svensk organist och kompositör.

## Biografi
Lindholm var organist i Haraker och därefter Falu Kristine kyrka 1843-1867. Associé av Musikaliska akademien 1841.